# Doubleday
Doubleday es una editorial fundada com Doubleday & McClure Company el 1897. El 1947 va ser l'editorial més gran dels Estats Units. Un dels seus primers best-sellers va ser The Day's Work de Rudyard Kipling. Altres autors cèlebres publicats per la companyia van ser W. Somerset Maugham i Joseph Conrad. Theodore Roosevelt, Jr. va servir com a vicepresident de la editorial.

## Presidents
- Frank Doubleday, fundador, 1897-1922
- Nelson Doubleday, 1922-1946
- Douglas Black, 1946-1963
- John Turner Sargent, Sr., 1963-1978
- Nelson Doubleday, Jr., 1978-1983
- James R. McLaughlin, 1983-1986